# Diana Armstrong
Diana Armostrong (febbraio 1961) è una politica nordirlandese, membro dell'Assemblea legislativa (MLA) per Fermanagh e South Tyrone dal settembre 2024.
Armstrong è la figlia dell'ex leader dell'UUP Harry West.

## Carriera politica
Armstrong è diventata consigliere distrettuale cooptato di Fermanagh e Omagh, in rappresentanza di Erne North nel giugno 2016. Ha assunto questa funzione subito dopo l'elezione di Rosemary Barton all'Assemblea dell'Irlanda del Nord. Si è posizionata in testa nei sondaggi nelle elezioni locali del 2019 ed è stata nuovamente rieletta nel 2023.
Armstrong è stata candidata dell'UUP per Fermanagh e South Tyrone (il seggio più marginale nel Regno Unito) alle elezioni generali del 2024, in cui lo Sinn Féin ha ottenuto una maggioranza di soli 56 voti rispetto all'UUP. Si è classificata al secondo posto con 20.273 voti (39,7%) rispetto ai 24.844 voti (48,6%) del candidato Sinn Féin Pat Cullen.
Il 27 settembre 2024, ha sostituito Tom Elliott, come membro cooptato dell'Assemblea legislativa (MLA) per Fermanagh e South Tyrone. È l'unica donna dei nove MLA che l'UUP ha a Stormont.
Alla conferenza del partito del 2024, ha parlato dell'importanza dell'agricoltura, affermando:
È stata nominata dal leader UUP Mike Nesbitt come nuova portavoce per l'economia del partito.